# Callithomia travassosi
Callithomia travassosi är en fjärilsart som beskrevs av Ferreira D'almeida 1958. Callithomia travassosi ingår i släktet Callithomia och familjen praktfjärilar. Inga underarter finns listade i Catalogue of Life.